# 12 let suženj
12 let suženj (angleško 12 Years a Slave) je britansko-ameriški biografski zgodovinski dramski film iz leta 2013, ki je posnet po istoimenskih spominih sužnja Solomona Northupa iz leta 1853. Northup se je rodil kot svoboden Afroameričan v New Yorku, toda leta 1841 sta ga prevaranta v Washingtonu ugrabila in prodala v suženjstvo. Prisiljen je bil v delo na plantažah Louisiane in izpuščen je bil šele čez 12 let. Leta 1968 sta Sue Eakin in Joseph Logsdon znanstveno potrdila avtentičnost spominov. Tudi druge osebe v filmu, kot so Edwin in Mary Epps ter Patsey, so resnične. Film je režiral Steve McQueen po scenariju Johna Ridleyja. V glavni vlogi nastopa Chiwetel Ejiofor kot Northup, v ostalih vlogah pa Michael Fassbender, Benedict Cumberbatch, Paul Dano, Paul Giamatti, Lupita Nyong'o, Sarah Paulson, Brad Pitt in Alfre Woodard.
Glavno snemanje je potekalo v New Orleansu med 27. junijem in 13. avgustom 2012 na štirih zgodovinskih suženjskih plantažah. Film je bil premierno prikazan 30. avgusta 2013 na Filmskem festivalu v Telluridu, v ameriških kinematografih 8. novembra, v britanskih pa 10. januarja 2014. Izkazal se je za finančno uspešnega in naletel na dobre ocene kritikov. Na 86. podelitvi je bil nominiran za oskarja v devetih kategorijah, osvojil pa nagrade za najboljši film, stransko igralko (Nyong'o) in prirejeni scenarij. Nominiran je bil tudi za enajst nagrad BAFTA, od katerih je bil nagrajen za najboljši film in igralca (Ejiofor), ter sedem zlatih globusov, od katerih je bil nagrajen za najboljši dramski film. Po anketi BBC ga je 177 filmskih kritikov uvrstilo na 44. mesto najboljših filmov po letu 2000.

## Vloge
- Chiwetel Ejiofor kot Solomon Northup / Platt
- Michael Fassbender kot Edwin Epps
- Lupita Nyong'o kot Patsey
- Sarah Paulson kot Mary Epps
- Paul Dano kot John Tibeats
- Benedict Cumberbatch kot William Ford
- Alfre Woodard kot gospodarica Harriet Shaw
- Brad Pitt kot Samuel Bass
- Adepero Oduye kot Eliza
- Garret Dillahunt kot Armsby
- Scoot McNairy kot Merrill Brown
- Taran Killam kot Abram Hamilton
- Christopher Berry kot James H. Burch
- Chris Chalk kot Clemens Ray
- Rob Steinberg kot g. Parker
- Paul Giamatti kot Theophilus Freeman
- Michael K. Williams kot Robert
- Bryan Batt kot sodnik Turner
- Bill Camp kot Ebenezer Radburn
- Tom Proctor kot Biddee
- Jay Huguley kot šerif
- Storm Reid kot Emily